# Lista de cidades de Delaware

Localização de Delaware nos Estados Unidos.

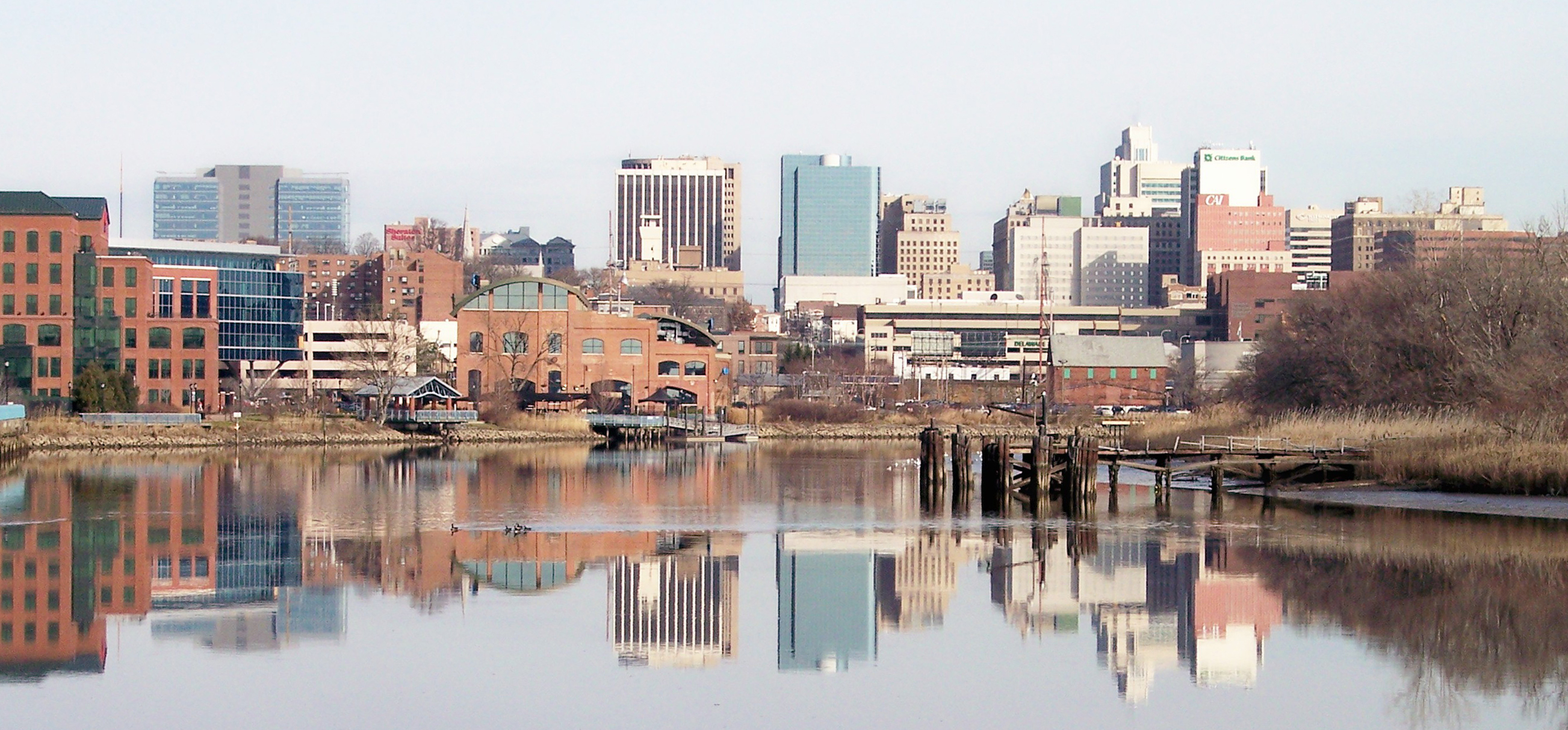
Panorama de Wilmington, a cidade mais populosa de Delaware.

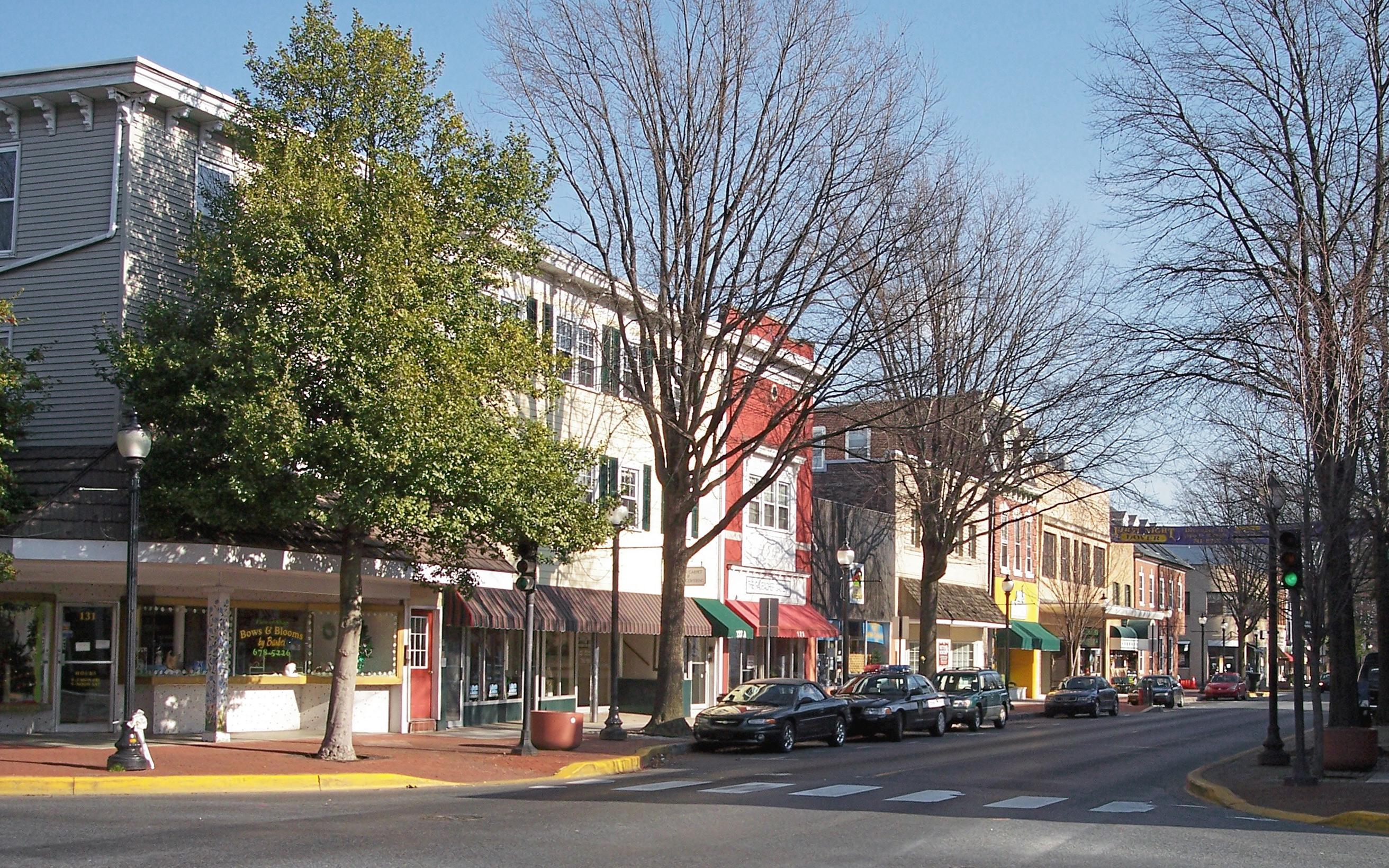
Rua em Dover, capital e segunda maior cidade de Delaware.

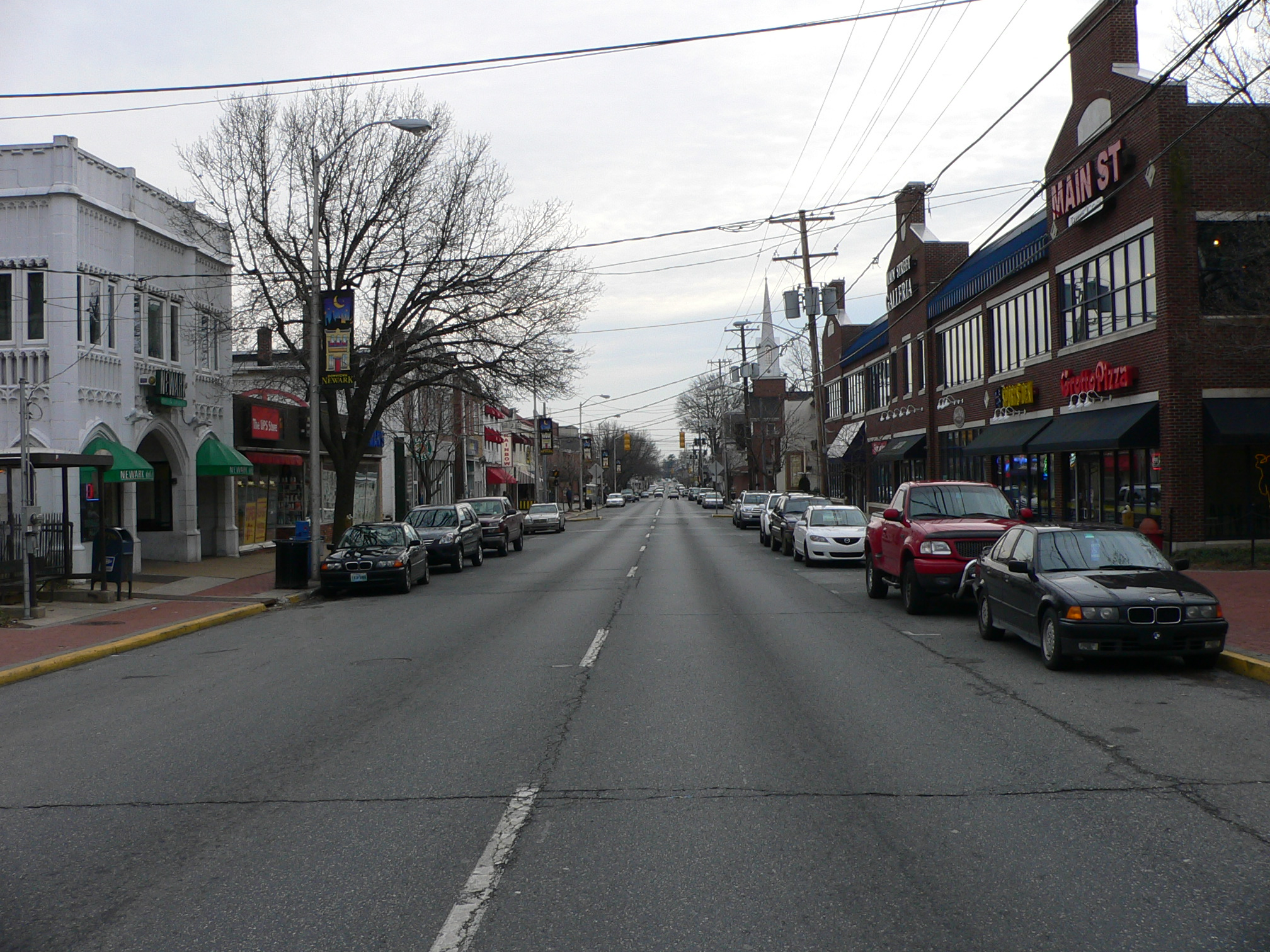
Avenida em Newark, terceira cidade mais populosa de Delaware.

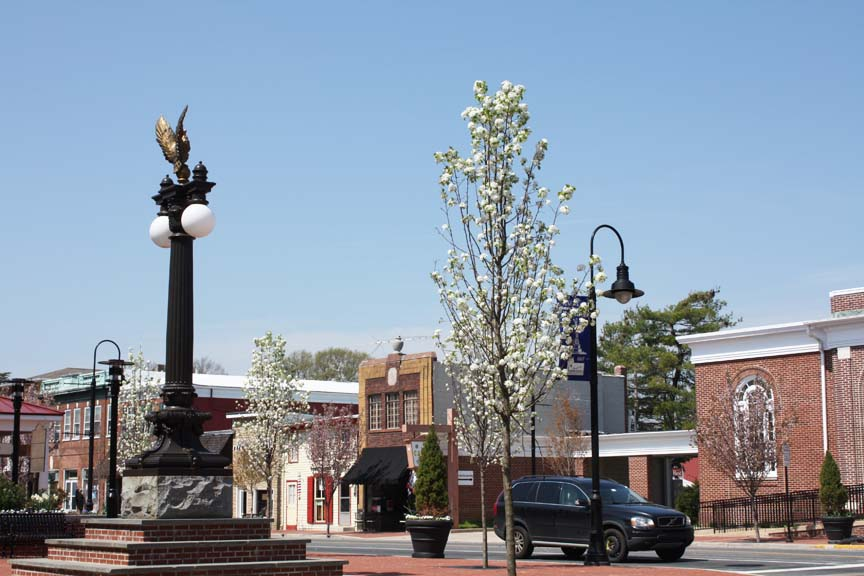
Middletown, quarta maior cidade de Delaware.

Existem 57 localidades incorporadas em Delaware, sendo 10 cidades, 44 vilas e 3 aldeias. O primeiro município a ser incorporado foi Dover em 1717, enquanto o mais recente foi Greenwood em 1991. O maior município em população é Wilmington (Delaware), com 70 851 habitantes enquanto o maior em área terrestre é Dover com quase 60 km². O menor município em população e área terrestre é Hartly com 74 pessoas e 0,2 km². Bellefonte é a cidade mais densamente povoada, com 2 559 hab/km² e Slaughter Beach é a menos densamente povoada, com quase 59 hab./km².
As localidades com o maior crescimento populacional de Delaware são: Townsend (492%), Cheswold (341%), Middletown (206%), Clayton (129%) e Millville (110%). Ardencroft é a localidade com a maior redução populacional do estado, 13%.
Abaixo está um lista de cidades, vilas e aldeias do estado de Delaware, Estados Unidos.

## Cidades, vilas e aldeias
| Sede de condado |
| --------------- |

| Nome            | Tipo   | Condado           | População (2010) | Área de terra (km², 2010) | Densidade pop. (hab/km², 2010) | Ano de incorporação |
| --------------- | ------ | ----------------- | ---------------- | ------------------------- | ------------------------------ | ------------------- |
| Arden           | Aldeia | New Castle        | 439              | 0,67                      | 651,92                         | 1 965               |
| Ardencroft      | Aldeia | New Castle        | 231              | 0,26                      | 891,90                         |                     |
| Ardentown       | Aldeia | New Castle        | 264              | 0,41                      | 637,07                         |                     |
| Bellefonte      | Vila   | New Castle        | 1 193            | 0,47                      | 2 559                          | 1 915               |
| Bethany Beach   | Vila   | Sussex            | 1 060            | 2,98                      | 355,89                         | 1 901               |
| Bethel          | Vila   | Sussex            | 171              | 1,04                      | 165,06                         |                     |
| Blades          | Vila   | Sussex            | 1 241            | 1,45                      | 855,63                         |                     |
| Bowers          | Vila   | Kent              | 335              | 0,75                      | 446,01                         |                     |
| Bridgeville     | Vila   | Sussex            | 2 048            | 12,04                     | 170,05                         |                     |
| Camden          | Vila   | Kent              | 3 464            | 9,58                      | 361,48                         | 1 982               |
| Cheswold        | Vila   | Kent              | 1 380            | 3,34                      | 413,04                         |                     |
| Clayton         | Vila   | Kent e New Castle | 2 918            | 4,77                      | 612,31                         |                     |
| Dagsboro        | Vila   | Sussex            | 805              | 3,52                      | 228,54                         |                     |
| Delaware City   | Cidade | New Castle        | 1 695            | 3,19                      | 532,07                         |                     |
| Delmar          | Vila   | Sussex            | 1 597            | 4,58                      | 348,36                         | 1 899               |
| Dewey Beach     | Vila   | Sussex            | 341              | 0,85                      | 398,97                         |                     |
| Dover           | Cidade | Kent              | 36 047           | 59,96                     | 601,20                         | 1 717               |
| Ellendale       | Vila   | Sussex            | 381              | 1,14                      | 334,33                         |                     |
| Elsmere         | Vila   | New Castle        | 6 131            | 2,62                      | 2 343,75                       | 1 909               |
| Farmington      | Vila   | Kent              | 110              | 0,21                      | 530,89                         |                     |
| Felton          | Vila   | Kent              | 1 298            | 2,12                      | 611,17                         |                     |
| Fenwick Island  | Vila   | Sussex            | 379              | 0,85                      | 443,43                         |                     |
| Frankford       | Vila   | Sussex            | 847              | 1,89                      | 447,98                         |                     |
| Frederica       | Vila   | Kent              | 774              | 4,97                      | 155,65                         |                     |
| Georgetown      | Vila   | Sussex            | 6 422            | 13,05                     | 491,97                         |                     |
| Greenwood       | Vila   | Sussex            | 973              | 1,86                      | 521,77                         | 1 991               |
| Harrington      | Cidade | Kent              | 3 562            | 7,12                      | 500,11                         |                     |
| Hartly          | Vila   | Kent              | 74               | 0,16                      | 476,19                         |                     |
| Henlopen Acres  | Vila   | Sussex            | 122              | 0,67                      | 181,17                         |                     |
| Houston         | Vila   | Kent              | 374              | 0,85                      | 437,58                         |                     |
| Kenton          | Vila   | Kent              | 261              | 0,49                      | 530,38                         |                     |
| Laurel          | Vila   | Sussex            | 3 708            | 7,49                      | 495,39                         |                     |
| Leipsic         | Vila   | Kent              | 183              | 0,75                      | 243,64                         |                     |
| Lewes           | Cidade | Sussex            | 2 747            | 9,84                      | 279,11                         | 1 883               |
| Little Creek    | Vila   | Kent              | 224              | 0,36                      | 617,76                         |                     |
| Magnolia        | Vila   | Kent              | 225              | 0,31                      | 723,94                         | 1 885               |
| Middletown      | Vila   | New Castle        | 18 871           | 30,07                     | 627,57                         | 1 861               |
| Milford         | Cidade | Kent e Sussex     | 9 559            | 24,48                     | 390,56                         | 1 807               |
| Millsboro       | Vila   | Sussex            | 3 877            | 9,61                      | 403,48                         |                     |
| Millville       | Vila   | Sussex            | 544              | 6,47                      | 84,02                          |                     |
| Milton          | Vila   | Sussex            | 2 576            | 4,66                      | 552,56                         |                     |
| New Castle      | Cidade | New Castle        | 5 285            | 8,81                      | 600,16                         | 1 875               |
| Newark          | Cidade | New Castle        | 31 454           | 23,80                     | 1 321,49                       | 1 758               |
| Newport         | Vila   | New Castle        | 1 055            | 1,14                      | 925,77                         | 1 985               |
| Ocean View      | Vila   | Sussex            | 1 882            | 6,35                      | 296,59                         |                     |
| Odessa          | Vila   | New Castle        | 364              | 1,32                      | 275,57                         |                     |
| Rehoboth Beach  | Cidade | Sussex            | 1 327            | 3,06                      | 434,20                         | 1 891               |
| Seaford         | Cidade | Sussex            | 6 928            | 13,49                     | 513,42                         | 1 865               |
| Selbyville      | Vila   | Sussex            | 2 167            | 8,78                      | 246,81                         |                     |
| Slaughter Beach | Vila   | Sussex            | 207              | 3,52                      | 58,77                          |                     |
| Smyrna          | Vila   | Kent e New Castle | 10 023           | 15,36                     | 652,60                         |                     |
| South Bethany   | Vila   | Sussex            | 449              | 1,32                      | 339,92                         |                     |
| Townsend        | Vila   | New Castle        | 2 049            | 2,72                      | 753,45                         |                     |
| Viola           | Vila   | Kent              | 157              | 0,47                      | 336,77                         |                     |
| Wilmington      | Cidade | New Castle        | 70 851           | 28,23                     | 2 509,70                       | 1 731               |
| Woodside        | Vila   | Kent              | 181              | 0,41                      | 436,78                         |                     |
| Wyoming         | Vila   | Kent              | 1 313            | 2,75                      | 478,26                         |                     |